# Chlum (Pavlíkov)
Chlum je vesnice a část městyse Pavlíkov v okrese Rakovník ve Středočeském kraji.

## Historie
Ve čtrnáctém století byl Chlum manskou vsí Křivoklátského panství. Založil jej pravděpodobně tamní purkrabí Ješek Lintvurm někdy před rokem 1337, kdy byla vesnice poprvé zmíněna. Podle Augusta Sedláčka byl Ješek Lintvurm držitelem vsi, kromě které mu patřila také později zaniklá ves Loučko a díl Všetat. Jeho potomky mohli být bratři Aleš a Bedřich připomínaní roku 1387. Z vesnice pocházel rod Chlumků z Chlumu, přičemž Jan Chlumek byl v letech 1360–1369 spolumajitelem Čisté a pánem ve Slabcích a v Chlístově. Z roku 1419 pochází zmínka o Mstihněvovi z Chlumu, který sídlil ve vsi Protivná nedaleko Chlumu.
Během husitských válek vesnici ovládl Aleš z Vidhostic a roku 1437 z ní daroval věno manželce Voršile z Drhonic. Po jeho smrti Voršila věno roku 1444 prodala Mikuláši Ladovi ze Sence a Tůmovi z Chyňavy, který byl číšníkem na Křivoklátu. Za třicetileté války byla vesnice vypálena a tehdy nejspíše zaniklo také panské sídlo, které údajně stávalo západně od vesnice v místech s pomístním jménem Na Starém zámku.

## Obyvatelstvo
| Rok            | 1869 | 1880 | 1890 | 1900 | 1910 | 1921 | 1930 | 1950 | 1961 | 1970 | 1980 | 1991 | 2001 | 2011 | 2021 |
| -------------- | ---- | ---- | ---- | ---- | ---- | ---- | ---- | ---- | ---- | ---- | ---- | ---- | ---- | ---- | ---- |
| Počet obyvatel | 274  | 309  | 270  | 272  | 285  | 284  | 278  | 225  | 199  | 156  | 147  | 114  | 137  | 159  | 137  |
| Počet domů     | 31   | 36   | 39   | 44   | 43   | 49   | 51   | 59   | 92   | 48   | 44   | 51   | 57   | 63   | 63   |

## Obecní správa
Při sčítání lidu v letech 1850–1879 Chlum byl osadou městyse Pavlíkov v okrese Rakovník. V letech 1880–1979 byl samostatnou obcí v okrese Rakovník. Od 1. ledna 1980 je opět částí městyse Pavlíkov v okrese Rakovník. Od 12. června 1960 do 31. prosince 1979 k obci patřil Ryšín.

## Osobnosti
- Václav Markup (1904–1995), sochař, učitel